# Дерево бодхі (книга)
«Дерево бодхі» — книга, яка містить два романи українського письменника Петра Яценка: «Дерево бодхі» і «Повернення придурків».

## Роман «Дерево бодхі»
Дерево Бодхі ― в буддизмі легендарне дерево, медитуючи під яким Сіддгартха Ґаутама отримав просвітлення і став Буддою. Це дерево роду фікусів, яке славиться своїм довголіттям ― вважається, що воно може жити до 2 300 років. Сотні тисяч, мільйони таких дерев ростуть у всьому світі, навіть в оселі самотньої тридцятип’ятирічної жінки Мар’яни, героїні роману. Однак в квартирі Мар'яни дерево з'явилося дещо незвично — воно проросло з-під паркету. 

## Цитати з роману «Дерево бодхі»
|         | Рослина розсунула не тільки паркет, а й пробилася між старих дощок, що лежали під ним. Стебло заглиблювалося таки значно нижче, і при неяскравому світлі люстри можна було бачити, що воно виходить із коричневої масивної поверхні. Наче свіжа гілка від кострубатого стовбура… «Але як? Балка — просушена і просмолена дубова колода, захищена від гниття й будь-якого шкідника, що лежить тут уже понад сотню років!…». |
| — с. 10 | |

|         | …межи бруківкою — наче лініями топографічної сітки, якими колись було розкреслено місто, чи залишками велетенської клавіатури, що призначена була для вводу в незбагненні глибини якихось даних, що, втім, виявилися невтішними: люди навчилися користатися тонкими каналами поміж відполірованою поверхнею цих міських кахлів і плавали, наче венеційці, у човниках, на сірниках, проте тільки під час злив, а дехто навіть перетворився на птахів, лиш би не стати побаченим, зрозумілим, зареєстрованим. |
| — с. 18 | |

## Цитати з роману «Повернення придурків»
|          | Якщо на Землі не стане Творців, нею керуватимуть жадібні боси. І тоді занепадуть продавці, непотрібними стануть робітники, повбивають одне одного хроби… У мене є зв’язки, гроші, але я — продавець. Я знаю лиш, що все на світі повинно бути на своїх місцях. Інакше світ загине. |
| — с. 161 | |

|          | Вам не треба змінюватись, — залунав голос нашої дівчини. — Вам слід лише змінити тих, хто навколо вас… Бувають важкі хвилини, — продовжила вона, — коли здається, що тебе забули, що ти нікому не потрібен. Насправді ж увесь світ думає про тебе і в найнесподіваніший момент готує найщедрішу винагороду!.. Полюби життя і знай, що хтось до часу тобі не відомий, далекий, так само щиро і віддано любить тебе. |
| — с. 161 | |

|          | …ми здогадалися, що світ навколо нас зазнав змін. Змінилося щось невловиме, але важливе — те, що визначало наше життя. Ми зрозуміли, що Творці приходять тихо. Не так, як галасливі хроби. А для перемоги над злом слід просто усвідомити себе Творцем, відчути й зрозуміти себе як Творця. І при цьому завжди залишатися придурком. |
| — с. 196 | |

В романі передбачені деякі політичні події в Україні кінця 2011 р.

## Подарунок Петра Яценка Вікімедіа Україна
Петро Яценко 20 вересня 2011 р. подарував книгу «Дерево бодхі» зі своїм автографом бібліотеці Вікімедіа Україна [Архівовано 17 листопада 2012 у Wayback Machine.].